# Signori e duchi di Borbone
Il seguente è un elenco dei signori, poi duchi, di Borbone. I loro possedimenti si trovavano nella regione del Borbone, che comprendeva parte del Borbonese. I capoluoghi furono prima Bourbon-l'Archambault, poi Moulins.

## 950-1327: Signori di Borbone

### Primo casato
- Aymar di Borbone ( 880 circa - † prima del 954), Primo sire di Borbone dal 913.
- Citato negli anni 920, 950 e 954: Aimone I ( 900 circa - † prima del 959),  figlio di Aymar.
- 959-990: Arcimbaldo I il Franco (v. 940-990), figlio di Aimone I.
- 1028-1031 poi 1034: Arcimbaldo II il Verde o il Vecchio, figlio di Arcimbaldo I.
- 1034- v. 1064: Arcimbaldo III il Giovane o il Bianco, figlio di Arcimbaldo II.
- v. 1064-1078: Arcimbaldo IV il Forte, figlio di Arcimbaldo III.
- 1078-1096: Arcimbaldo V il Pio (v. 1050-1096), figlio di Arcimbaldo IV.
- 1096-1116: Arcimbaldo VI il Pupillo (v. 1090-1116), figlio di Arcimbaldo V.
- 1116-prima del 1120: Aimone II il Vaire-Vache (v. 1055-prima del 1120), figlio di Arcimbaldo IV, fratello di Arcimbaldo V e zio di Arcimbaldo VI.
- prima del 1120-1171: Arcimbaldo VII (v. 1100-1171), figlio di Aimone II.
- 1171-dopo il 1228: Matilde I, dama di Borbone (v. 1165-dopo il 1228), figlia di Arcimbaldo di Borbone il Giovane e nipote di Arcimbaldo VII. Assieme a:
  - Gaucher IV di Mâcon, primo marito, dal 1183 al 1195. Separati per consanguineità da papa Celestino III
  - Guy II di Dampierre, secondo marito dal 1196 al 1216

### Casa dei Dampierre

Blasone dei Borbone-Dampierre

- 1196-1216: Guy II di Dampierre (v. 1155-1216), signore di Dampierre e di Borbone, figlio di Guglielmo I di Dampierre e marito di Matilde I di Borbone.
- 1216-1242: Arcimbaldo VIII il Grande (v. 1197-1242), connestabile di Francia, figlio di Matilde e Guy di Dampierre.
- 1242-1249: Arcimbaldo IX (1212-1249), signore di Borbone ed erede della contea di Nevers per il matrimonio con Iolanda di Châtillon-Nevers; figlio di Arcimbaldo VIII.
- 1249-1262: Matilde II (v. 1234-1262), detta anche Mahaut de Bourbon, dama di Borbone e  contessa di Nevers, d'Auxerre e di Tonnerre, figlia di Arcimbaldo IX e Yolanda di Châtillon-Nevers.
- 1262-1288: Agnese, (1237-1288), dama di Borbone, figlia di Arcimbaldo IX e Yolanda, e sorella di Matilde.

### Casato di Borgogna
- 1262-1267: Giovanni di Borgogna, (1231-1267) o Giovanni di Borbone, signore di Borbone per il matrimonio con Agnese, e signore di Charolais; figlio del duca di Borgogna Ugo IV.
- 1288-1310: Beatrice di Borgogna-Borbone (1257-1310), dama di Borbone, figlia di Giovanni e Agnese.

### Casato capetingio di Clermont

Blasone dei duchi capetingi di Borbone

- 1287-1310: Roberto di Francia (1256-1317), conte di Clermont, sire di Borbone per aver sposato Beatrice di Borbone; figlio di Luigi IX di Francia. Roberto è fondatore della linea dinastica dei Borbone che accederà al Trono di Francia con Enrico di Borbone-Navarra, suo discendente al 10º grado.
- 1310-1327: Luigi I il Grande o il Buono (v. 1280-1342), signore di Borbone (1310-1327), conte di Clermont (1317-1322), Conte di la Marche (1322-1342), e dal 1327 duca di Borbone; figlio di Beatrice e Roberto.

## 1327-1589: duchi di Borbone

### Casato capetingio di Clermont
- 1327-1342: Luigi I il Grande o il Buono, vedi sopra.
- 1342-1356: Pietro I (v. 1311-1356), figlio di Luigi I.
- 1356-1410: Luigi II il Buono (v. 1336-1410), duca di Borbone, signore di Mercœur e conte di Forez (1371-1410) per matrimonio (avendo sposato la contessa Anna d'Auvergne-Forez; figlio di Pietro I.
- 1410-1434: Giovanni I (1381-1434), conte di Clermont (1404), duca di Borbone, conte di Forez (1417), duca d'Alvernia e conte di Montpensier per matrimonio (1416-1434), avendo sposato Maria di Berry. Figlio di Luigi II e Anna d'Auvergne Forez(1358-1417).
- 1434-1456: Carlo I (1401-1456), conte di Clermont (1410-1434), duca di Borbone (1434-1456) e d'Alvernia (1434-1456), figlio di Giovanni I e Maria di Berry.
- 1456-1488: Giovanni II il Buono (1427-1488), da non confondere con il re di Francia suo omonimo cugino anche per soprannome; duca di Borbone, d'Alvernia (come Giovanni III) (1456-1488), conte di Clermont e Forez, cameriere di Luigi XI, connestabile di Carlo VIII (1483-1488). Figlio di Carlo I.
- 1488: Carlo II (1433-1488), arcivescovo di Lione (1444-1488), cardinale (1476-1488), duca di Borbone (rinunciò volontariamente al titolo di duca). Figlio di Carlo I, fratello di Giovanni II.
- 1488-1503: Pietro II (1438-1503), detto anche Pietro di Beaujeu; signore di Beaujeu, duca di Borbone (1488-1503) e d'Alvernia (1488-1503), reggente di Francia per Carlo VIII, in quanto sposo di sua sorella Anna di Francia; conte di La Marche. Figlio di Carlo I, fratello di Giovanni II e Carlo II.
- 1503-1521: Susanna di Borbone (1491-1521); duchessa di Borbone e Alvernia (1503-1521), contessa di Clermont-en-Auvergne, Forez, La Marche, Gien e dama di Beaujeu. Figlia di Pietro II e Anna di Francia.
- 1505-1527: Carlo III (1490-1527), o Carlo di Montpensier o Connestabile di Borbone; conte di Montpensier (1501-1527), delfino d'Alvernia (1501-1527), duca di Borbone e d'Alvernia(1505-1527), conte di La Marche, Forez e Gien, signore di Beaujeu per aver sposato Susanna, duca di Châtellerault (1515), principe di Dombes, conte di Clermont-en-Auvergne (1498-1517). Sposo di Susanna e bisnipote di Giovanni I.

La successione di Susanna di Borbone, morta senza figli, fu contestata da Luisa di Savoia, madre di Francesco I di Francia, che era l'erede più prossimo della defunta. Il dominio reale si annetté il ducato, tuttavia il titolo di duca di Borbone verrà conservato per le seguenti persone:
- 1527-1537: Carlo IV di Borbone-Vendôme, ovvero Carlo di Borbone-Vendôme (1489 - 1537) conte di Vendôme 1495-1514, poi duca di Vendôme (1514-1537), e poi duca di Borbone. Discendente di Luigi I.

- 1537-1562: Antonio di Borbone-Vendôme (1518-1562), che succedette al padre Carlo IV nei titoli di duca di Borbone e Vendôme; divenne re di Navarra (1555-1562) sposando la regina Giovanna d'Albret.

- 1562-1589: Enrico (1553-1610), anche re di Navarra come Enrico III, poi, dal 1589 fino alla sua morte, re di Francia come Enrico IV. Con lui il titolo di duca di Borbone passò definitivamente alla corona.

Inoltre, il titolo fu portato da uno dei figli di Francesco I:
- 1544-1545: Carlo II d'Orléans, o Carlo d'Angoulême (1522-1545), duca d'Angoulême (1531-1540), Duca d'Orléans (1536-1540), duca di Châtellerault (1540), conte di Clermont-en-Beauvaisis e di La Marche (1540), duca di Borbone (1544-1545).

## Dal 1589

Blasone moderno dei duchi di Borbone

Il titolo di duca di Borbone venne ancora tenuto da Luigi IV di Borbone-Condé (1692-1740), e poi da suo nipote Luigi VI di Borbone-Condé (1756-1830).

## Titoli di cortesia
1950–1975: Alfonso di Borbone Dampierre (1936-1989), a cui fu dato il titolo dal padre.
1975–1984: Francesco di Borbone Dampierre (1972-1984), figlio del precedente, che gli dette il titolo.
1984–oggi: Luigi Alfonso di Borbone-Dampierre (1974-), fratello del precedente; il titolo gli fu dato dal padre.